# 斯洛伐克克朗
斯洛伐克克朗是斯洛伐克自1993年2月8日至2008年12月31日的法定貨幣。貨幣編號SKK。輔幣單位哈萊士，1克朗等於100哈萊士。（通常會以"hal."或是"h."為縮寫，寫於數值之後。）
2009年1月1日起，斯洛伐克正式加入欧元区，使用欧元为法定货币。匯率為每一歐元兌30.1260克朗為基準進行兌換。

## 現代克朗
1993 年，新獨立的斯洛伐克推出了自己的克朗，以取代舊有的捷克斯洛伐克克朗。

### 硬幣
1993年，硬幣面值分別為 10、20 和 50 哈萊士，以及1、2、5和10克朗。
1996年，50哈萊士硬幣變得更小，並用鍍銅鋼製成，而不是鋁。10和20哈萊士硬幣於2003年12月31日停止於市面上流通。
硬幣的正面印有斯洛伐克的國徽，背面印有斯洛伐克歷史象徵圖案。
- 10 哈萊士（銀色）——Zemplín 的八角形木製鐘樓（19 世紀初）
- 20 哈萊士（銀色）——上塔特拉山山脈中的克里萬山
- 50 哈萊士（銅色）——德温城堡於文藝復興時期的多邊形塔樓
- 1 克朗（銅色）- 聖母瑪利亞與孩子的哥特式木製雕塑（約西元1500年時）
- 2 克朗（銀色）——名為赫拉多克的維納斯（英语：Nitriansky Hrádok）的土製雕塑（西元前4世紀）
- 5 克朗（銀色）——拜爾特克（英语：Biatec）硬幣的背面（西元前1世紀）
- 10 克朗（銅色）——青銅十字架（西元11世紀）

2014 年 1 月 2 日之前，可以於斯洛伐克國家銀行將硬幣兌換成歐元。

### 紙鈔
1992年12月31日的午夜過後，捷克和斯洛伐克聯邦共和國分裂為捷克共和國和斯洛伐克共和國。
1993年，新獨立的斯洛伐克推出了自己的克朗，以平價取代捷克斯洛伐克克朗。臨時紙幣的發行面額為20、50、100、500和1,000克朗，以原先發行的捷克斯洛伐克紙幣上貼上印有斯洛伐克國徽和面額的郵票來做為暫時使用。紙幣正面的主要圖案代表了各段歷史時期生活在現在斯洛伐克境內的重要人物。在背面，這些圖案通過描繪這些人生活和活躍的地方來呈現。
| 面額      | 尺寸 (毫米) | 換算歐元幣值 (€) | 圖像 | 圖像 | 主要顏色 | 主要顏色 | 正面                                                       | 背面                                                                | 備註           |
| --------- | ----------- | ---------------- | ---- | ---- | -------- | -------- | ---------------------------------------------------------- | ------------------------------------------------------------------- | -------------- |
| 20 克朗   | 128 x 65    | €0.66            |      |      |          | 綠色     | 普里比納王子                                               | 尼特拉城堡                                                          |                |
| 50 克朗   | 134 x 68    | €1.66            |      |      |          | 藍色     | 西里爾與美多德                                             | 德拉佐夫採教堂和格拉哥里字母的首7個字母                             |                |
| 100 克朗  | 140 x 71    | €3.32            |      |      |          | 紅色     | 在萊沃恰教堂的聖母瑪麗亞                                   | 萊沃恰的聖雅各教堂和市政廳                                          |                |
| 200 克朗  | 146 x 74    | €6.64            |      |      |          | 綠松色   | 安東·伯諾拉克 (1762 – 1813), 語言學家和天主教神父          | 18世紀的特爾納瓦                                                    | 1995年開始發行 |
| 500 克朗  | 152 x 77    | €16.60           |      |      |          | 棕色     | 盧多維特·什圖爾 (1815 – 1856), 斯洛伐克民族復興領袖        | 布拉提斯拉瓦城堡和聖米迦勒教堂                                      |                |
| 1000 克朗 | 158 x 80    | €33.19           |      |      |          | 紫色     | 安德烈·赫林卡 (1864 – 1938), 政治家和天主教神父            | 利普托夫斯基·斯利亞切教堂中的聖母瑪麗亞 和 魯容貝羅克的聖安德魯教堂 |                |
| 5000 克朗 | 164 x 82    | €165.97          |      |      |          | 橘色     | 米蘭·雷斯提斯拉夫·什特凡尼克 (1880 – 1919), 政治家和外交家 | 米蘭·雷斯提斯拉夫·什特凡尼克之墓 和 大熊座                          | 1994年開始發行 |

以克朗計價的斯洛伐克紙幣可以無限期兌換歐元。

### 歷史匯率

斯洛伐克克朗自1999年以來兌歐元的匯率

該圖顯示了從1999年到2008年12月之間，歐元兌換克朗的幣值。可以看出，貨幣隨著斯洛伐克經濟的發展而走強。克朗於2005年11月28日以 € = 38.4550 Sk 的匯率加入 歐洲匯率機制，利率為 15%。2007 年 3 月 17 日，該匯率重新調整為35.4424克朗，波幅相同，克朗升值8.5%。同一天，1歐元的交易價格為33.959克朗。2008年5月28日，克朗的中央匯率再次調整至33.8545，波段沒有變化。

## 外部連結
- ECB: The euro cash changeover in Slovakia (as of 1 January 2009) （页面存档备份，存于）
- , [永久], [永久] (斯洛伐克國家銀行網站上的斯洛伐克克朗/克朗及其前身的歷史，第 1、2、3 部分)
- The banknotes of Slovakia （页面存档备份，存于） （英語和德語）